# Rattler River
Der Rattler River ist ein Fluss im Nordwesten des australischen Bundesstaates Tasmanien.

## Geografie
Der etwas mehr als sieben Kilometer lange Rattler River entspringt rund drei Kilometer ostsüdöstlich der Siedlung West Takone in der Campbell Range. Von dort fließt er nach Nordosten und mündet bei der Siedlung Takone in den  Inglis River.